# SN 2003at
SN 2003at – supernowa typu II odkryta 15 lutego 2003 roku w galaktyce M+11-20-23. W momencie odkrycia miała maksymalną jasność 17,20m.